# Obereggen
Obereggen est un village de montagne, situé en Italie, au Tyrol du Sud, appartenant à la municipalité de Nova Ponente.
Il se trouve au pied du Latemar, et est utilisé comme station de ski à plus de 1 000 m d'altitude.
La station est liée à Val di Fiemme et à Dolomiti Superski, associant d'autres stations.
Elle a accueilli des compétitions internationales de ski alpin et de snowboard,,.